# Kazimierz Marian Dudziński
Kazimierz Marian Dudziński (ur. 15 lipca 1890 w Szmańkowczykach, zm. ?) – podpułkownik piechoty Wojska Polskiego II RP, Armii Polskiej w ZSRR i Polskich Sił Zbrojnych.

## Życiorys
Urodził się 15 lipca 1890 w Szmańkowyczkach jako syn Adolfa. W 1918 został przyjęty z c. i k. armii do Wojska Polskiego. Uczestniczył w wojnie polsko-bolszewickiej. Został awansowany do stopnia kapitana piechoty ze starszeństwem z dniem 1 czerwca 1919. W 1923, 1924 jako oficer nadetatowy 8 pułku piechoty Legionów w Lublinie, służył jako oficer ordynansowy tamtejszego Dowódcy Okręgu Korpusu Nr II gen. dyw. Jana Romera. W 1928 pozostawał oficerem 8 pp Leg. Został awansowany do stopnia majora piechoty ze starszeństwem z dniem 1 stycznia 1929. W marcu 1932 został przeniesiony z 79 pułku piechoty do 80 pułku piechoty w Słonimiu na stanowisko dowódcy batalionu. W listopadzie 1933 roku został przesunięty na stanowisko kwatermistrza. W 1936 roku został mianowany podpułkownikiem w korpusie oficerów piechoty. W czerwcu 1939 roku objął dowództwo 78 pułku piechoty.
Dowodząc pułkiem został ranny w bitwie pod Mławą. Po agresji ZSRR na Polskę z 17 września 1939 został aresztowany przez Sowietów. Od 1940 był osadzony w obozie jenieckim NKWD w Griazowcu. Jesienią 1940 wraz z kilkoma innymi oficerami został umieszczony w tzw. „willi rozkoszy” w Małachówce. W połowie marca 1941 roku lokatorzy willi w Małachówce większością głosów zdecydowali współpracować z redakcją „Nowych Widnokręgów”. Za pośrednictwem NKWD wysłano do redakcji pisma deklarację. Opracowany przez ppłk. Dudzińskiego tekst rozpoczynał się następująco: „My, niżej podpisani oficerowie byłej Armii Polskiej stwierdzamy, że Naród Polski dotychczas był oszukiwany i wyzyskiwany przez klasę posiadającą. Dopiero Związek Sowiecki wskazał właściwi drogę do uszczęśliwienia wszystkich ludzi [...] Z dobrodziejstw konstytucji stalinowskiej korzysta już znaczna część Narodu Polskiego, aby jak najprędzej pozostała część weszła w skład szczęśliwych narodów Związku Sowieckiego”. Według opinii rtm. Narcyza Łopianowskiego ppłk Dudziński podczas pobytu w Małachówce odgrywał rolę „inicjatora” lub „prowokatora”, stosownie do zleceń ppłk. Zygmunta Berlinga. Później pensjonariusze z Małachówki zostali przewiezieni do Moskwy. Dudziński był jedynym z sześciu oficerów, którzy podpisali zredagowane przez ppłk. Berlinga pismo w sprawie przyjęcia ich do Armii Czerwonej o następującej treści: „My niżej podpisani prosimy o przyjęcie nas do szeregu Armii Czerwonej, jako szeregowców, względnie prosimy o danie nam pracy. Zapewniamy być lojalni”. Podczas pobytu tamże współpracował z NKWD. Na mocy układu Sikorski-Majski z 30 lipca 1941 odzyskał wolność, po czym wstąpił do formowanej Armii Polskiej w ZSRR gen. Władysława Andersa. Pełnił funkcję dowódcy 14 pułku piechoty istniejącego od 1941 do 1942.

## Ordery i odznaczenia
- Krzyż Złoty Orderu Wojennego Virtuti Militari nr 113[21]
- Krzyż Srebrny Orderu Virtuti Militari (dwukrotnie)[22][23]
- Krzyż Walecznych
- Złoty Krzyż Zasługi (16 marca 1934)[24]